# خوزه ماریا فیگوئرز
خوزه ماریا فیگوئرز اولسن (اسپانیایی: José María Figueres Olsen‎؛ زادهٔ ۲۴ دسامبر ۱۹۵۴) یک بازرگان و سیاستمدار کاستاریکایی است که از ۸ مه ۱۹۹۴ تا ۸ مه ۱۹۹۸ رئیس‌جمهور این کشور بود.